# Furt

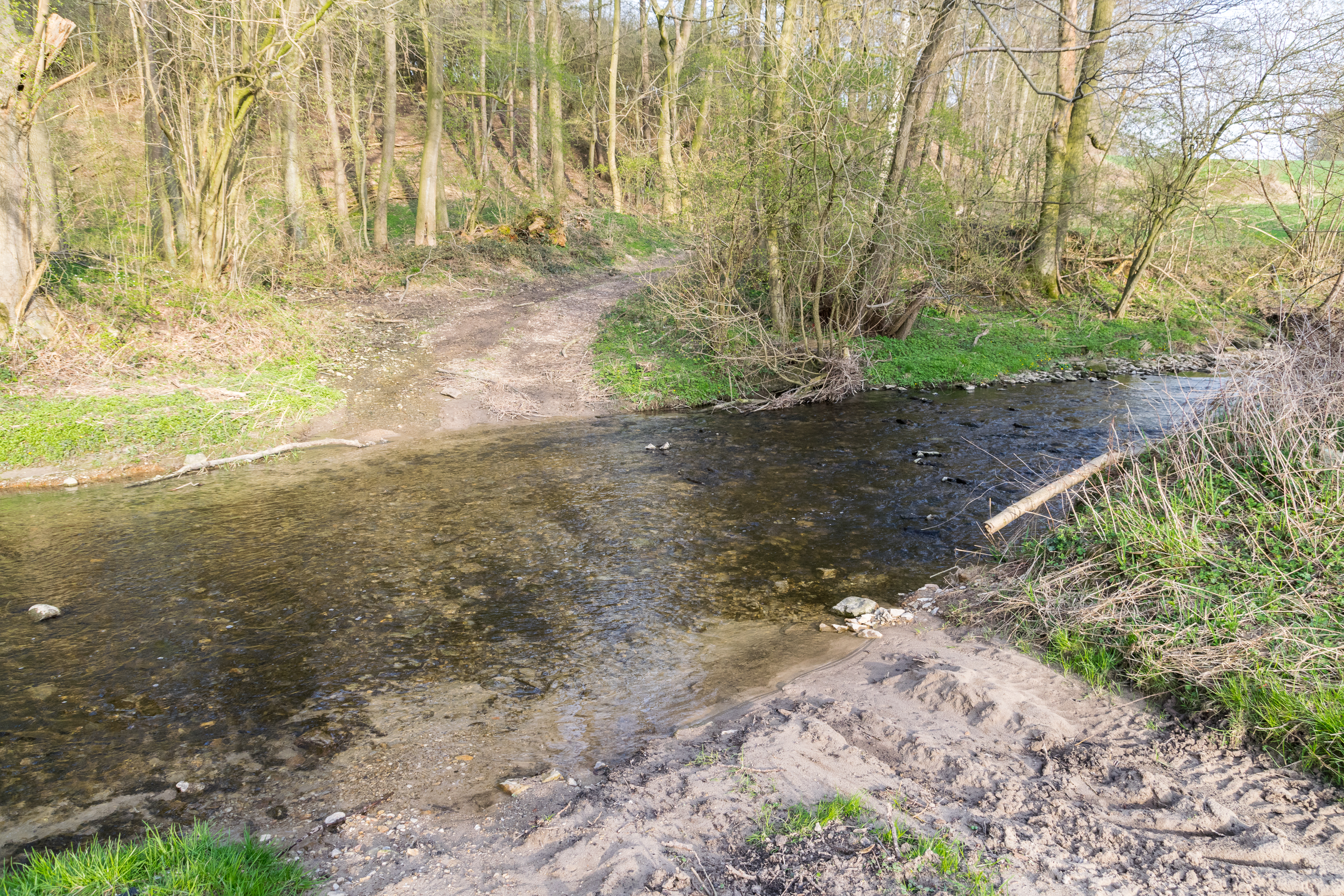
Furt im Wiembecketal bei Horn-Bad Meinberg

Als Furt bezeichnet man eine Flachstelle (Untiefe) in einem Bach- oder Flusslauf, mittels der das Gewässer zu Fuß, zu Pferd oder mit Fahrzeugen durchquert werden kann. Diese seichte Stelle ist somit Bestandteil einer übergeordneten Wegeverbindung und bestimmte den Verlauf von Verkehrswegen. Die Siedlungsentwicklung wurde lange Zeit durch die Lage an einer Furt begünstigt.

## Lage
Die ältesten Furten entstanden an natürlichen Flachstellen eines Fließgewässers. Dabei wurde die Änderung der Morphologie der Fließgewässer genutzt, um ein gefahrenfreies Passieren zu ermöglichen.
Bei mäandrierenden Fließgewässern befinden sich Furten regelmäßig am Wechsel von Prallhang zum Gleitufer. Die abschnittsweise Erhöhung des Sohlniveaus ist integraler Bestandteil der typischen Furt-Kolk-Sequenzen von Tieflandflüssen.
Bei größeren Flüssen mit verzweigten Abschnitten sind die Furten überwiegend im Bereich von Stromspaltungsgebieten gelegen, da die Querung von mehreren Nebenarmen weniger risikobehaftet ist als die Nutzung des Hauptarmes, welcher höhere Fließgeschwindigkeiten und größere Sohltiefen aufweisen kann.
Gewässeraufweitungen eignen sich ebenfalls als flache Übergangsstellen aufgrund der geringeren Wassertiefe. Das breitere Gewässerbett zeichnet sich durch eine verminderte Sohlerosion infolge der reduzierten Fließgeschwindigkeit und Sohlschubspannung (Schleppspannung) aus.

## Verkehrsgeschichte und Siedlungsentwicklung

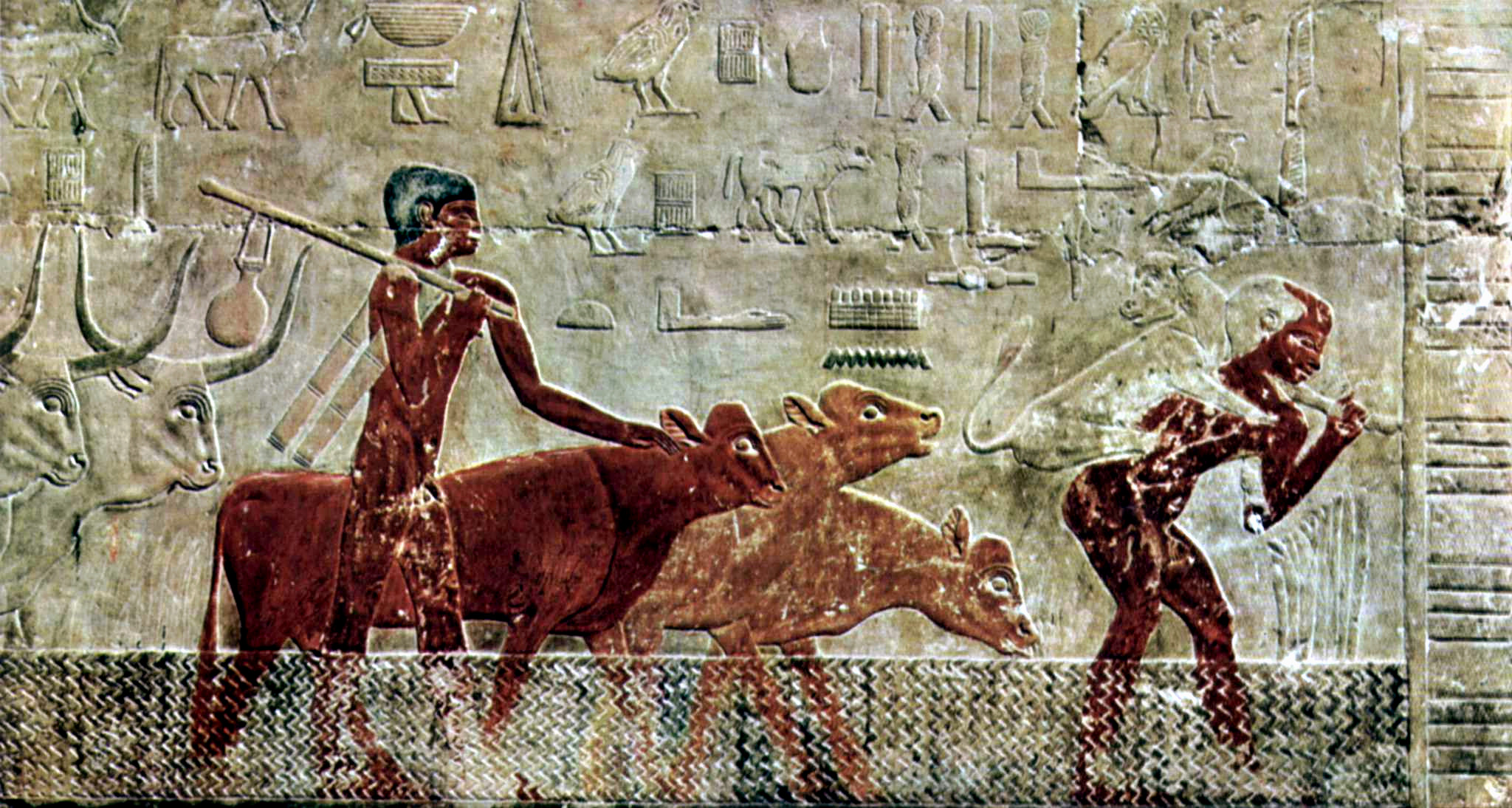
Grabkammer des Ti, Szene: Durchgang durch die Furt (Ägypten, um 2500 v. Chr.)

Furten in Flüssen sind von alters her bekannt. Die Lage von natürlichen Furten war von den naturräumlichen Gegebenheiten und den Veränderungen des Fließgewässers stark abhängig. Daher lenkten Furten maßgeblich den historischen Verlauf von Straßen und Wegen. Furten waren  – besonders im Mittelalter –  Ausgangspunkt von größeren Siedlungsgründungen, da die Bewohner von Handel und Verkehr profitierten. Denn an den Handelswegen im Bereich von Furten wurden mitunter Zölle erhoben. Noch heute erinnern Stadtnamen mit dem Begriff Furt an die historische Bedeutung der Überquerungsmöglichkeit für die Siedlungsentwicklung.
Das Durchqueren eines Gewässers mithilfe einer Furt wird auch (durch)furten genannt.
Für militärische Unternehmungen spielten Furten eine entscheidende Rolle, Vortrupps mussten Furten aufspüren und erkunden. Mit einem Boot wurde der Fluss befahren, dabei die Gewässertiefe ermittelt, insbesondere wurde die erkundete Furt auf Löcher im Flussbett überprüft. Bei schneller Fließgeschwindigkeit und Spiegelung der Bäume in der Wasseroberfläche kann man von einem tiefen Gewässer ausgehen, Sandbänke und kurze Wellen bei Wind sind ein Anzeichen einer Furt. Vor der Passage einer Furt trieb man eine Viehherde mehrmals durch die Furt (am besten Kühe, weil sie sehr langsam gehen), um den Flussgrund festzustampfen, damit die Räder der Fuhrwerke sich nicht „festsaugen“. Beim Flussübergang wurde Kavallerie (berittene Soldaten) oberhalb der Furt aufgestellt, um die Strömung zu brechen, unterhalb der Furt Posten zur Aufnahme von Gepäck und Menschen, welche von der Strömung mitgerissen wurden.
Noch heute nutzt man Furten in Bachläufen beim Bau von Wald- oder Wirtschaftswegen, wenn der teure Bau von Brücken vermieden werden soll. Die an Fahrzeugen angeschriebene Wattiefe gibt die maximale Eintauchtiefe im Wasser an.

Als Furten wurden auch die Flussquerungen bezeichnet, die sich dadurch auszeichneten, dass sie leicht zu erreichen waren. Dies trifft besonders auf sumpfige Gebiete in der norddeutschen Tiefebene zu. Ein Beispiel ist die sumpfige Flussaue der Randow, die nur an einer Stelle einen „trockenen“ Uferzugang bot; an dieser Stelle wurde Löcknitz angelegt.

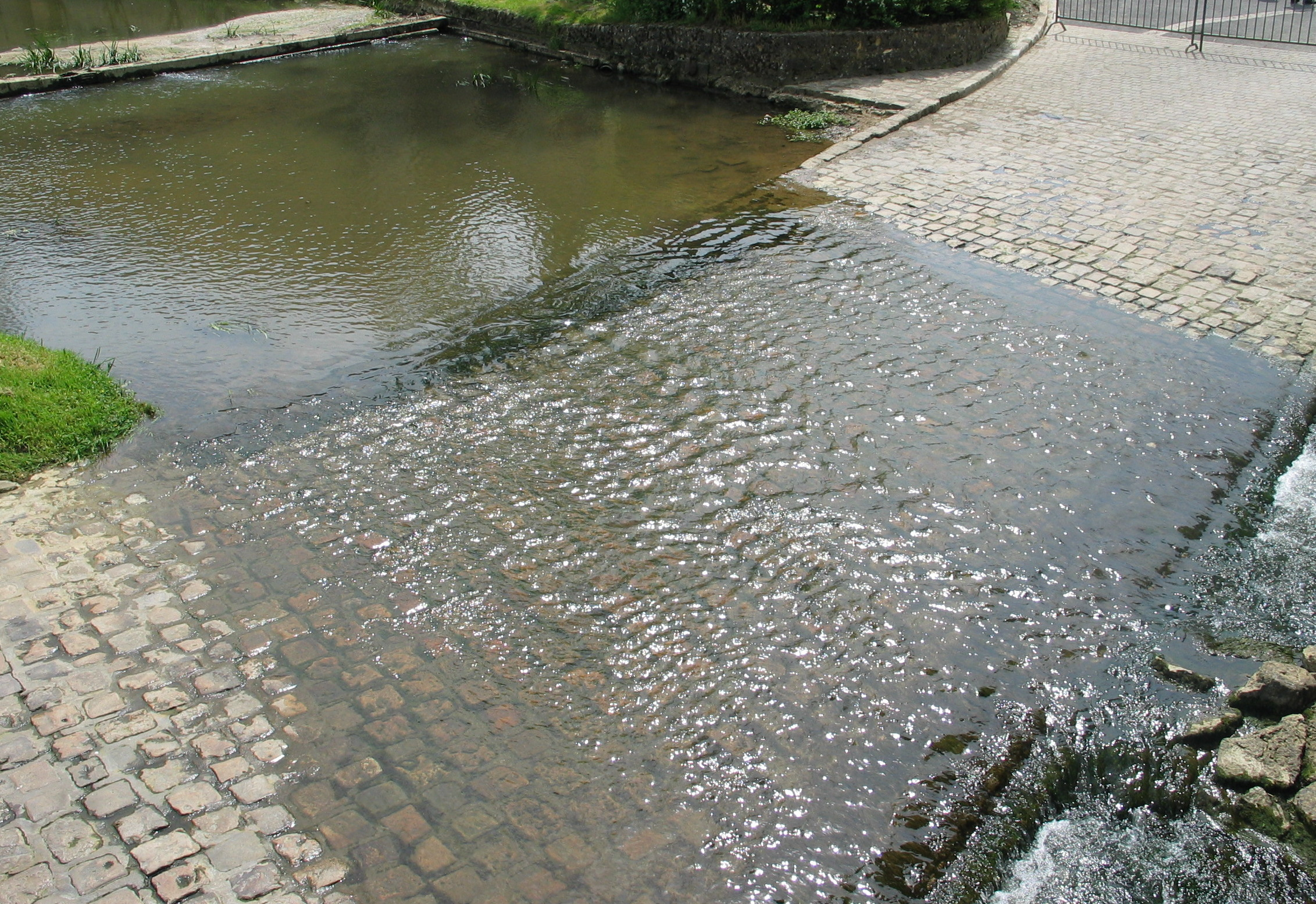
Querbare Furt in Mézilles, Frankreich

Querungen über breite oder vielbefahrenene Verkehrs-, nicht mehr Wasser-Ströme werden in übertragener Bedeutung als Fußgängerfurt  bzw. Radfahrerfurt bezeichnet.

## Niedrigwasserquerungen
Die einfachste Art der Niedrigwasserquerung (auch Floodway genannt) wird insbesondere für flache stehende oder fließende Gewässer oder partiell trockene Bachbetten verwendet. Sie besteht aus einer mit Asphalt, Betonplatten, Kies oder Pflastersteinen angereicherten Oberfläche.

Einfache Niedrigwasserquerungen
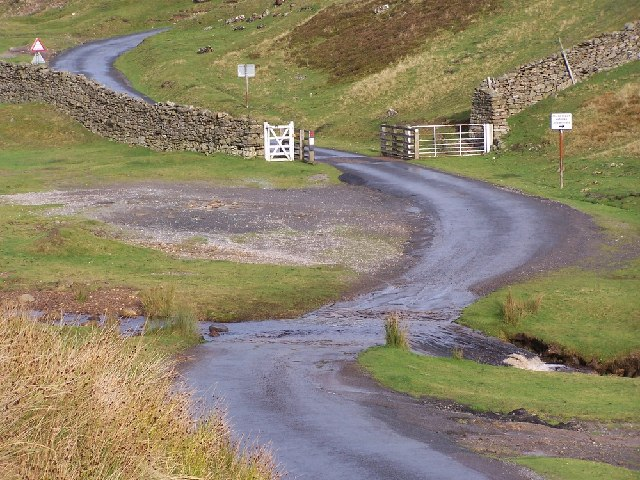
Niedrigwasserquerung in North Yorkshire
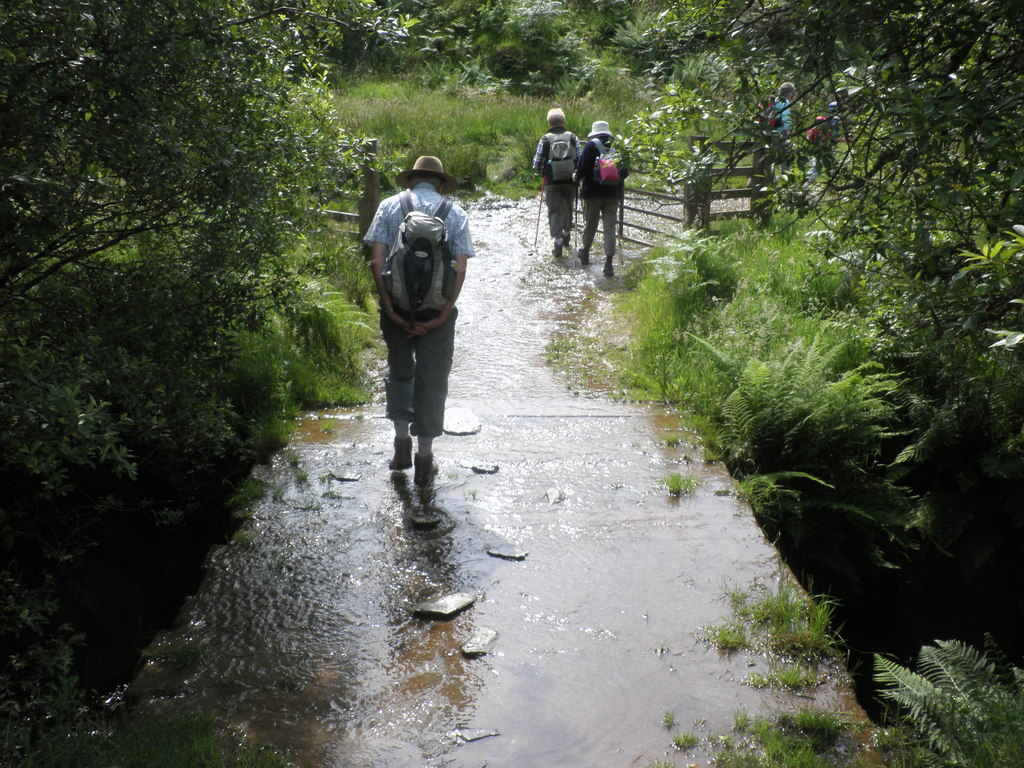
Fußgänger am White Water im Exmoor
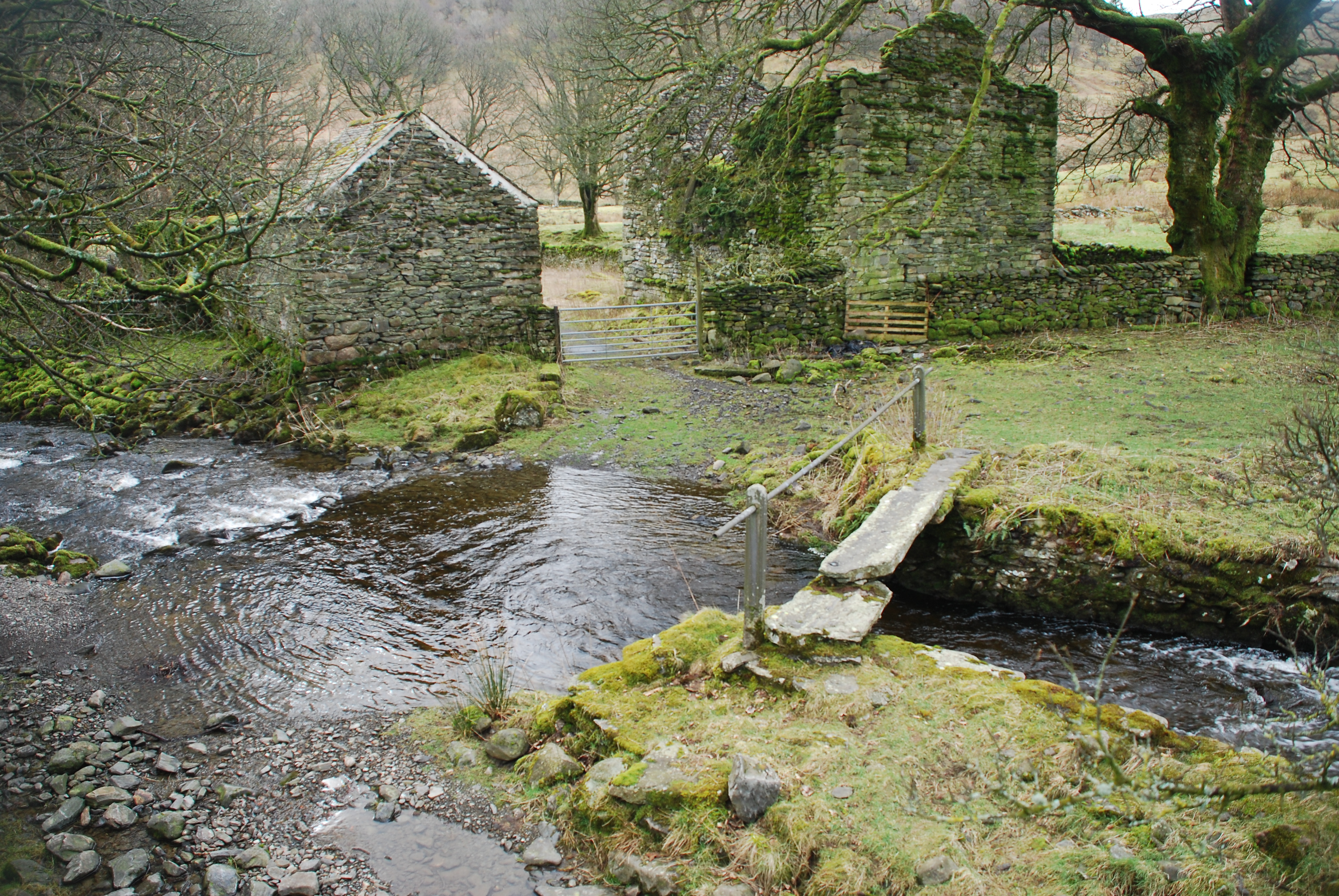
Furt neben der Fußgängerbrücke in Cumbria

Bauliche Niedrigwasserquerungen haben bei niedrigem (normalem) Wasserfluss eine Brückenfunktion. Bei Hochwasser wird die Fahrbahn überflutet und der Verkehr ggf. verhindert. Niedrigwasserbrücken machen Wasserstraßen unbefahrbar. Dies ist kein Problem, da sie (außer bei Hochwasser) ohnehin nicht befahrbar wären oder zu klein sind.

Bauliche Niedrigwasserquerungen
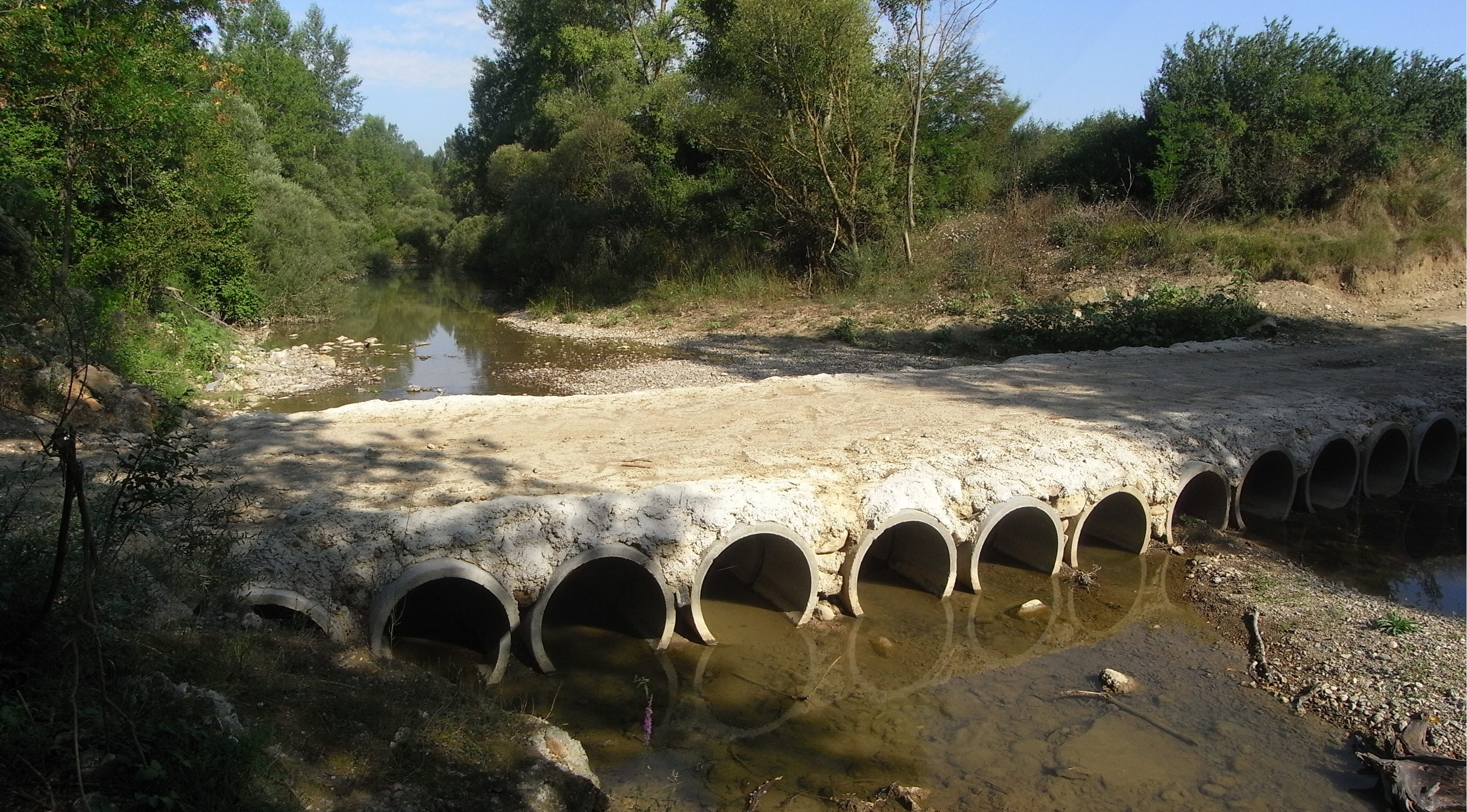
Mehrfachdurchlass in der Feccia in Italien
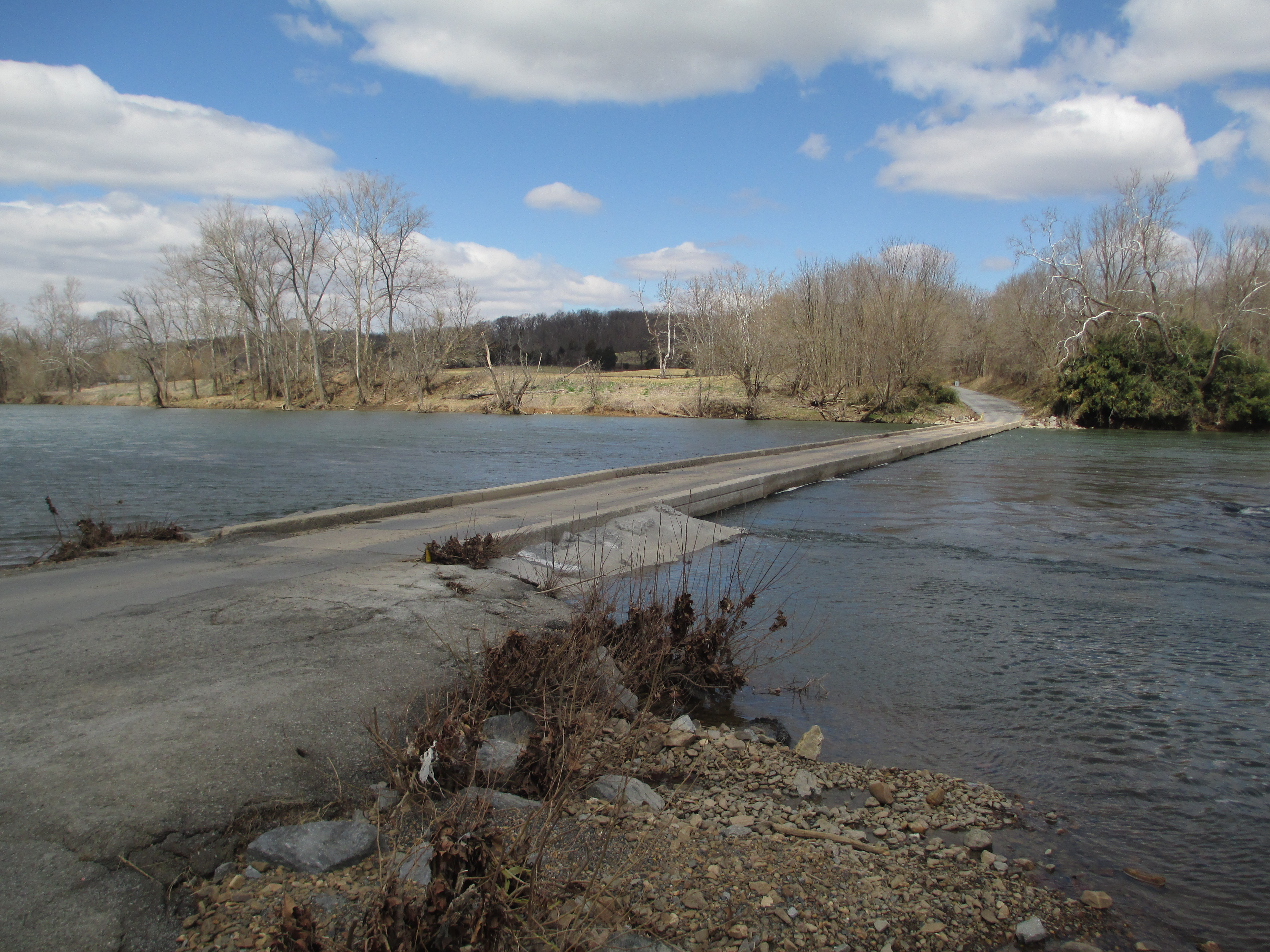
Morgan Ford Niedrigwasser-Brücke im Warren County (Virginia)
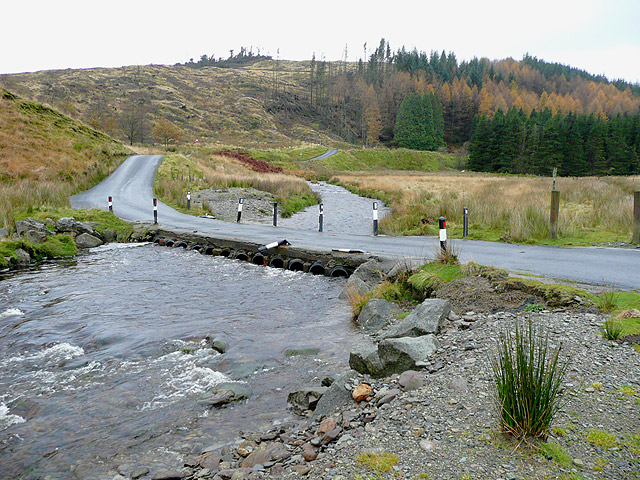
Querung des Afon Irfon in Wales
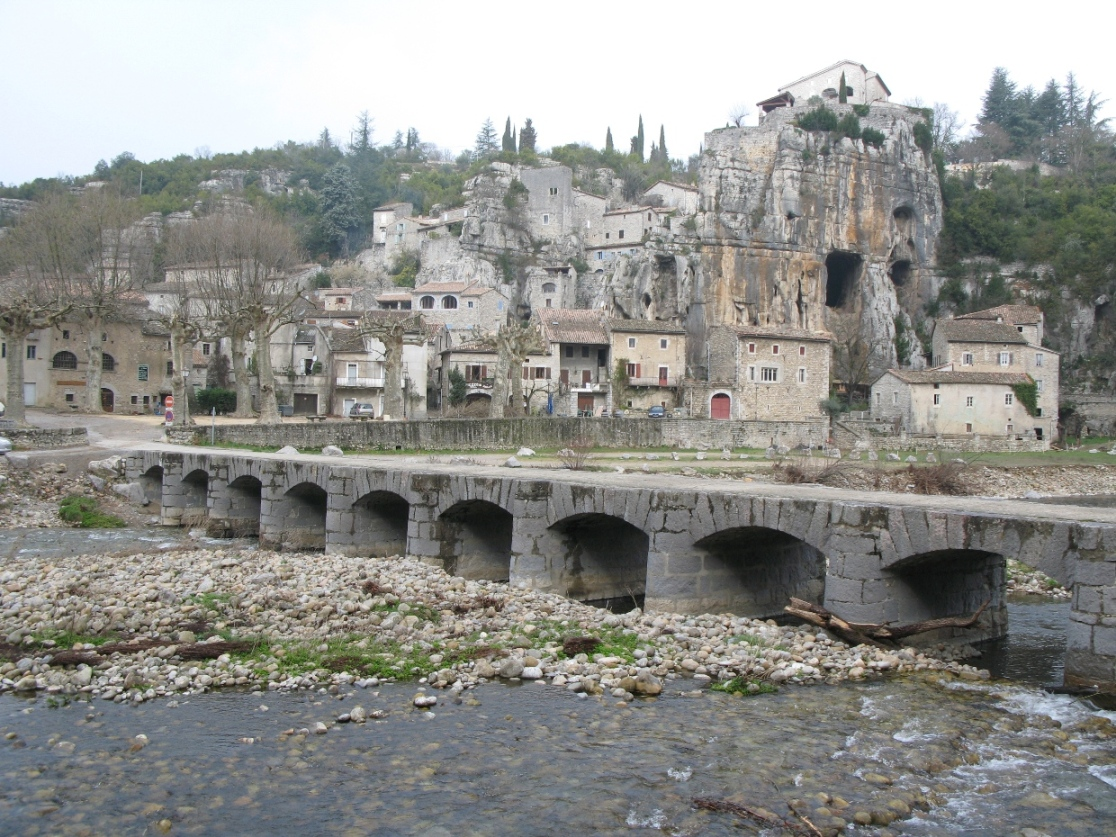
Steinbrücke über die Beaume in Labeaume (Frankreich)

## Namenkunde

### Varianten
Viele Städte und Orte tragen den Begriff Furt(h) im Namen, was auf ihre Lage weist. In Norddeutschland ist die gleichbedeutende Endung Wedel verbreitet. In englischsprachigen Ortsbezeichnungen wird das Suffix -ford verwendet, z. B. Oxford, Guildford, Sleaford oder Stratford. In den Niederlanden heißt es voorde oder voort wie in Bredevoort, Vilvoorde oder Zandvoort. Das lateinische trajectum (‚Furt‘) ist als (‚recht oder richt‘) beispielsweise in Dordrecht, Maastricht, Utrecht und Zwijndrecht bekannt.

### Orte mit Furt-Namen
- Furt (zahlreiche Orte)
- Furth (zahlreiche Orte)
- Fürth (zahlreiche Orte)

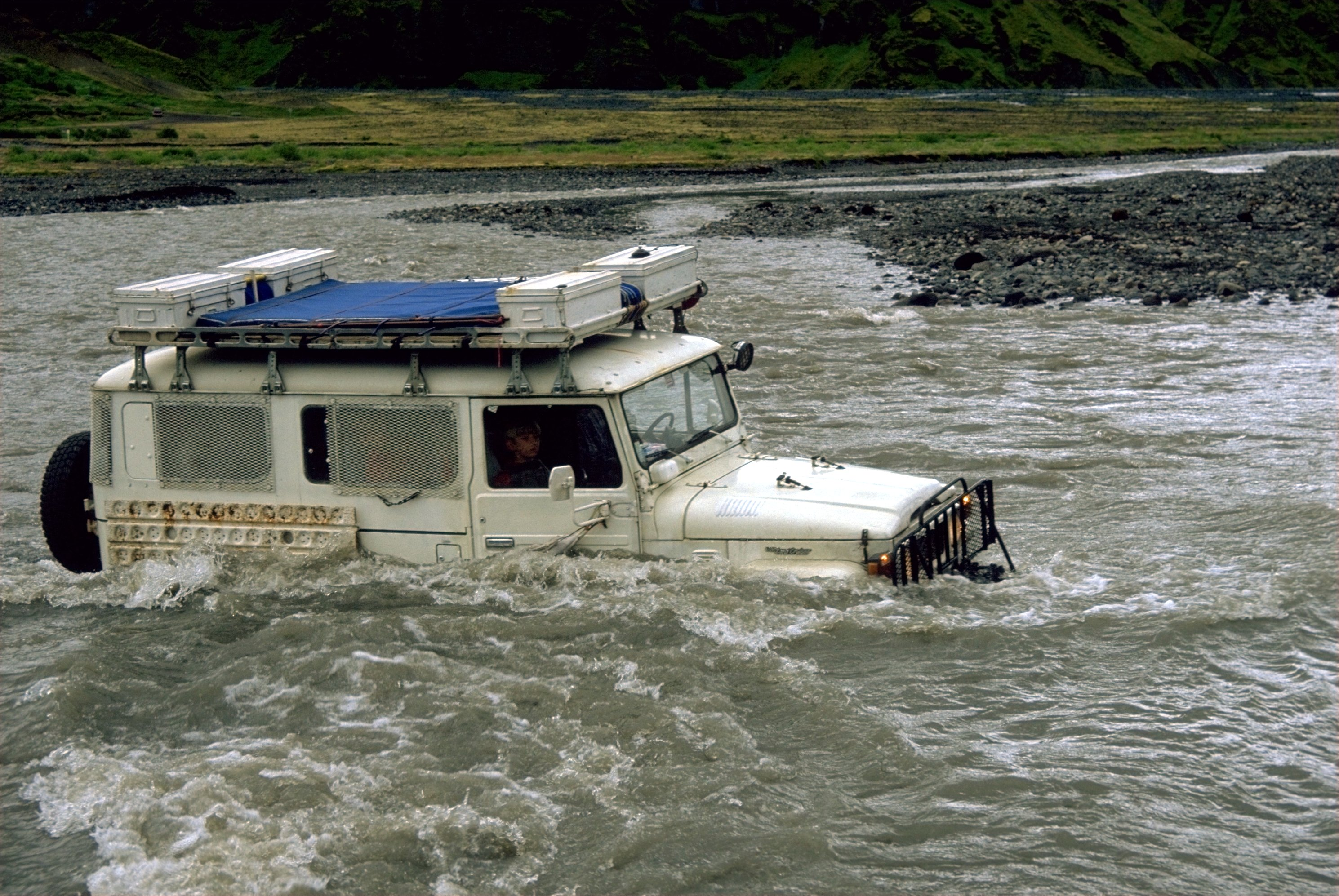
Durchquerung einer Furt in der Þórsmörk, Island

- Breddin im Landkreis Ostprignitz-Ruppin
- Brody in Polen und
- Brody in der Ukraine
- Vad in Rumänien
- Verden
- Voerde
- Vörden
- Wedel in Holstein
- Wœrth (Woerth im Elsass)
- Wörth am Main

in Zusammensetzung
- Adolzfurt
- Amersfoort (nach dem Fluss Amer, heute Eem)
- Arfurt
- Bad Salzdetfurth
- Baienfurt
- Bedford (Birkenfurt)
- Beerfurth
- Beiseförth
- Bökenförde
- Bosanski Brod (deutsch: „Bosnische Furt“)
- Bredevoort
- Breitfurt
- Breitenfurt
- Bremervörde
- Brevörde
- Brod nad Dyjí (Guldenfurt, wörtl. Furt ober der Thaya)
- Calvörde (früher Kollenvorde genannt)
- Český Brod (deutsch: „Böhmisch Brod“, 'Brod' heißt übersetzt 'Furt')
- Coevorden (Kuhfurt)
- Dietfurt
- Ditfurt
- Dryfort/Drengfurth, heute Srokowo (Polen)
- Dyherrnfurh, heute Brzeg Dolny (Polen)
- Drensteinfurt
- Ebenfurth
- Erfurt
- Feuerthalen, früher Furtal genannt
- Finowfurt
- Frankfurt am Main
- Frankfurt (Oder)
- Frankenfurt, heute Telgte
- Fürfurt
- Furttal
- Furtheim (Abgegangene Ortschaft auf der Gemarkung Bolheim im Furtheimer Tal)
- Furtwangen im Schwarzwald
- Haßfurt
- Havlíčkův Brod (früher: Německý Brod / Deutschbrod)
- Hardifort in Frankreich
- Hemfurth
- Heufurt
- Heufurth (zu Hardegg (Niederösterreich))
- Herford („Heeresfurt“)
- Illfurth
- Katzenfurt
- Kirchentellinsfurt
- Kirschfurt am Main
- Klagenfurt
- Langfurth
- Lengfurt am Main
- Lokoriton (antiker Ortsname in der Germania magna)
- Loupfourdon (antiker Ortsname in der Germania magna)
- Mimigernaford (heute Münster)
- Ochsenfurt am Main
- Oßfurt
- Querfurt
- Rufford
- Salzwedel
- Schweinfurt am Main
- Slavonski Brod
- Staffort (stete Furt durch die Pfinz)
- Staßfurt
- Straußfurt
- Steenvoorde in Frankreich
- Steinfurt
- Steinwedel
- Stettfurt
- Thetford
- Touliphourdon (antiker Ortsname in der Germania magna)
- Treffurt
- Trennfurt am Main
- Uherský Brod (deutsch: „Ungarisch Brod“)l
- Uhyst (Spree) (1936–1947 Spreefurt)
- Unter- und Oberdietfurt
- Vadu Izei
- Vadu Moților (etwa „Furt der Motzen“)
- Vyšší Brod (deutsch: „Hohenfurth“)
- Wagenfurth
- Weddel
- Węgliniec (deutsch: „Kohlfurt“)
- Wendefurth
- Wipperfürth (über den Fluss Wupper, der früher Wipper hieß und im Oberlauf diesen Namen behalten hat)
- Wolfurt
- Wonfurt am Main
- Versevörde
- Železný Brod (deutsch: „Eisenbrod“)
- Zweenfurth